# Hitcher (film, 1986)
Pour les articles homonymes, voir Hitcher.
Pour plus de détails, voir Fiche technique et Distribution.
Hitcher ou L'Auto-stoppeur au Québec (The Hitcher) est un film américain de Robert Harmon, sorti en 1986.

## Synopsis
Alors qu'il roule sur une autoroute déserte du Texas en direction de la Californie un jeune homme, Jim Halsey,  prend en stop un voyageur solitaire nommé John Ryder, lequel s’avère être un véritable psychopathe et un tueur. Quand Ryder, menaçant Halsey d'un couteau, le met au défi de l'empêcher de tuer à nouveau, le jeune homme parvient à le projeter hors de la voiture.
Pour Halsey, c'est le début d'un long voyage vers l'horreur, à la fois traqué par le tueur et pris pour cible par la police qui le rend responsable de meurtres que commet Ryder. Le jeune homme suit les traces sanglantes que le tueur sème derrière lui, essayant de l’empêcher de nuire.

## Fiche technique
- Titre original : The Hitcher
- Titre français : Hitcher
- Titre québécois : L'Auto-stoppeur
- Réalisation : Robert Harmon
- Scénario : Eric Red
- Musique : Mark Isham
- Photographie : John Seale
- Montage : Frank J. Urioste
- Décors : Dennis Gassner
- Direction artistique : Dins W.W. Danielsen
- Production : David Bombyk, Edward S. Feldman, Paul Lewis, Charles R. Meeker et Kip Ohman
- Société de production : HBO Films
- Budget : 6 millions de dollars (4,40 millions d'euros)[1]
- Pays d'origine : États-Unis
- Format : Couleurs - 2,35:1 - Dolby Stéréo - 35 mm
- Genre : Horreur, thriller
- Durée : 97 minutes
- Dates de sortie : 21 février 1986 (États-Unis), 25 juin 1986 (France) - Resortie en salles 17 Avril 2024 au festival policier de Reims
- Film interdit aux moins de 12 ans lors de sa sortie en France
- DVD : 25 octobre 2000 + 7 juillet 2003 chez StudioCanal
- BLU-RAY : 12 avril 2024 chez l'éditeur Sidonis Calysta en 3 supports : 4K , BLU-RAY et DVD

## Distribution
- Rutger Hauer (V.F. : Hervé Bellon) : John Ryder
- C. Thomas Howell (V.F. : Éric Baugin) : Jim Halsey
- Jennifer Jason Leigh (V.F. : Françoise Dasque) : Nash
- Jeffrey DeMunn (V.F. : Jean-Claude Montalban) : le capitaine Esteridge
- John M. Jackson (V.F. : Georges Berthomieu) : le sergent Starr
- Billy Green Bush (V.F. : Claude Joseph) : l'officier Donner
- Jack Thibeau (V.F. : Philippe Peythieu) : l'officier Prestone
- Armin Shimerman : le sergent de l'interrogatoire
- Gene Davis : l'officier Dodge
- Jon Van Ness : l'officier Hapscomb
- Henry Darrow (V.F. : Marcel Guido) : l'officier Hancock
- Tony Epper : l'officier Conners
- Tom Spratley : le propriétaire
- Colin Campbell : l'ouvrier

## Production

### Genèse
Le scénariste Eric Red déclara que l'histoire lui fut inspirée par la chanson des Doors, Riders on the Storm.
Le premier montage du film durait trois heures.

### Choix des interprètes
Avant de finir entre les mains de Rutger Hauer, le rôle de John Ryder fut tout d'abord proposé à Terence Stamp, Sam Elliott et Michael Ironside.
Il s'agit du deuxième film dans lequel jouent Jennifer Jason Leigh et Rutger Hauer après La Chair et le Sang (1985).

### Tournage
Le tournage s'est déroulé à Amboy, Barstow, le désert des Mojaves, le parc national de la vallée de la Mort, le comté d'Imperial, Lake Mead et Los Angeles.
Le scénariste Eric Red fait une petite apparition dans le film, dans le rôle de l'adjoint du shérif qui escorte John Ryder pour son transfert pénitentiaire.

### Musique
- Don't Stop Lovin' Me interprétée par Mickey Jones (en).

## Accueil

### Critique
Hitcher reçoit un accueil critique mitigé.
Sur le site agrégateur de critiques Rotten Tomatoes, le film est crédité d'un score de 62 % d'avis positifs, sur la base de 37 critiques collectées et une note moyenne de 6/10 ; le consensus du site indique : « [Le voyage décrit dans le film] n'est jamais aussi révélateur qu'il pourrait l'être, mais [Hitcher] se présente comme une vision époustouflante de l'horreur, renforcée par la performance menaçante de Rutger Hauer ». Sur Metacritic, le film obtient une note moyenne pondérée de 32 sur 100, sur la base de 13 critiques collectées ; le consensus du site indique : « Avis généralement défavorables ».

### Box-office
Le film a été un échec commercial, rapportant environ 5 844 000 $ au box-office en Amérique du Nord, pour un budget de production de 6 000 000 $. En France, il réalise 740 734 entrées.

## Distinctions
- Grand prix du jury, prix de la critique et prix TF1 lors du Festival du film policier de Cognac en 1986.

## Autour du film
- Ce film s'inspire[réf. nécessaire] d'une histoire vraie qui s'est déroulée en 1950 : celle de Billy Cook (en), un errant sur les routes désertiques qui se faisait passer pour un auto-stoppeur auprès des rares voitures qui croisaient son chemin. Il a assassiné six personnes en 22 jours, entre le Missouri et la Californie. Il est capturé en 1951 et condamné à la peine de mort. Ce cas a aussi inspiré le film noir Le Voyage de la peur (The Hitch-Hiker), réalisé en 1953 par Ida Lupino.

### Suites
- Le film, qui fut suivi par Hitcher 2 (2003), a également eu droit à une reprise (remake), Hitcher (2007).